# 馬玉麟
馬玉麟（1550年—？），字德徵，直隸蘇州府崑山縣民籍，長洲縣人，明朝政治人物。

## 生平
隆慶四年（1570年）庚午科應天府鄉試第九十三名，萬曆五年（1577年）丁丑科會試第九十九名，登三甲第一百八十七名進士。歷官工部主事，管臨清漕運，升员外郎，十六年十月监修卿雲宫，出为按察司佥事，二十一年二月考察降调。

## 家族
曾祖馬綬；祖父馬淮，曾任府知事；父馬龍光，曾任府經歷。母王氏。慈侍下。